# 北大西洋条約機構潜水艦救助システム

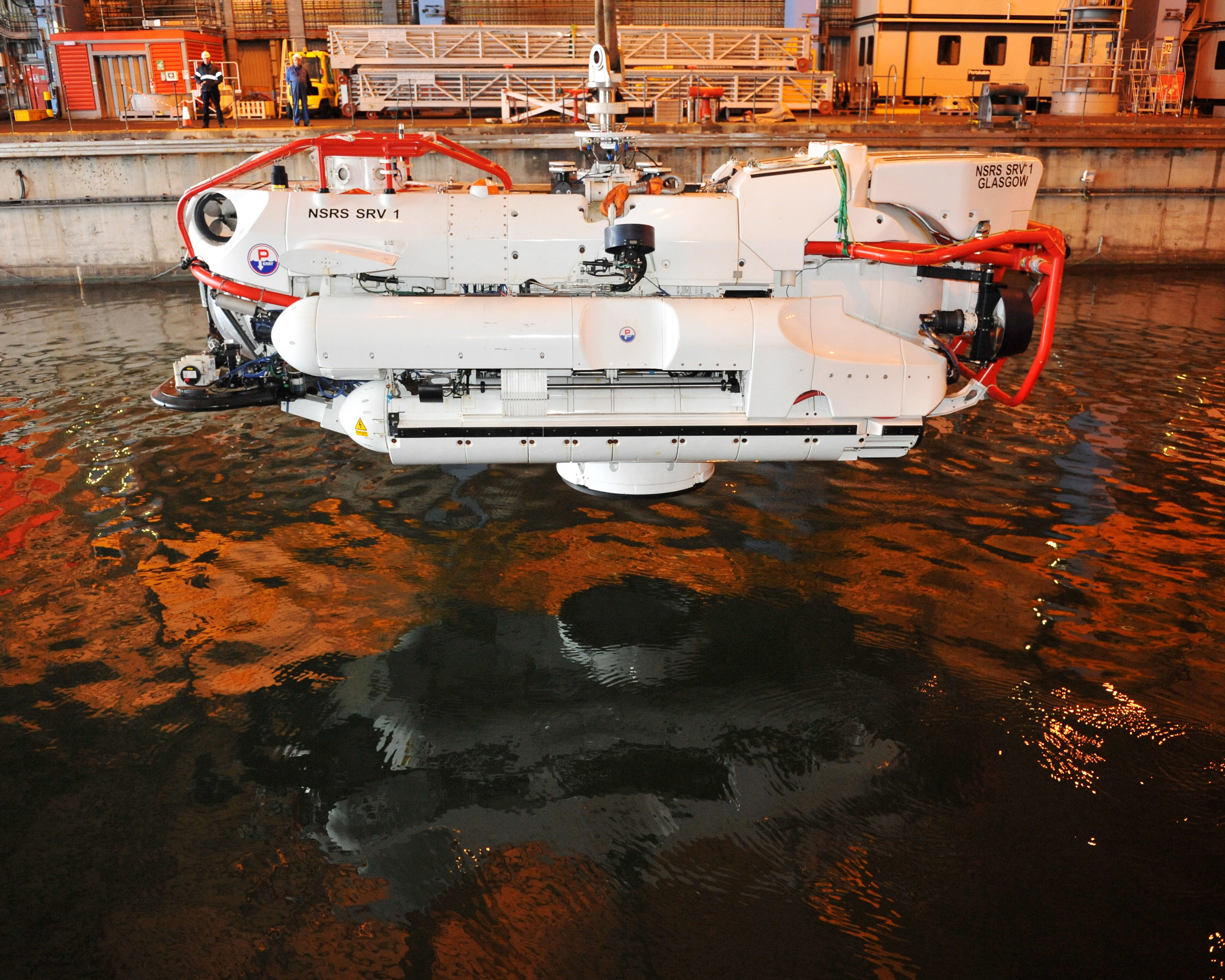
NSRS in 2011.

北大西洋条約機構潜水艦救助システム （きたたいせいようじょうやくきこうせんすいかんきゅうじょシステム、NATO Submarine Rescue System (NSRS)）は北大西洋条約機構（NATO）加盟国が共同で運用する潜水艦救助システムである。

## 概要
ヨーロッパでは、イギリスがLR5 潜水艦救助システムを運用していたが、フランス、ノルウェー、イギリスだけでなく、NATOの新規加盟国も参加する形で、新たな潜水艦救助システムが計画された。NSRSはロールス・ロイス・ホールディングス社が管理を行い、2006年末から運用を開始し、現在のイギリスの救助システムを2007年半ばに置き換える。

## システム
システムは一式をエアバス A400M輸送機で空輸可能で、潜水艦の沈没による出動要請を受けたら、NSRSは56時間以内に現場に到着する。IROVで現場の状況を調査し、救助の手順を決める。
SRVは可搬式で回収できるシステムで6時間で減圧する減圧装置を備え運用する。全ての装置は母船で切り替え可能である。18時間以内に任務を完了できるようにされている。72時間以内に救助して15人ずつ洋上の減圧装置に送る。

### 介在型遠隔操作式無人潜水機 (IROV)
介在型遠隔操作式無人潜水機 (IROV:　Intervention System and the Intervention Remotely Operated Vehicle) は遠隔操作無人探査機で、本体と発進・回収システム、制御部から構成される。本体は商業的に広範囲に使用され実績のある、トリトンをベースに開発された。推力変更式推進器を備え、水深1000mでも使用でき、可搬性に優れコンパクトである。

### 潜水艦救助機（SRV）
潜水艦救助機（SRV: Submarine Rescue Vehicle）は有人の深海救難艇で、従来の救助機から開発された。全長10m、27tの潜水艦で、船体は単殻式で全鋼製である。3人の乗組員(パイロットと救助チャンバー運用者)で運用される。
水深20mから610mで救助活動が可能で、60度までの傾きに対応できる。2007年10月に納入され、現在は訓練中である。最新世代の救助機でダイバー無しで回収でき、光ファイバーで母船と通信する。

### 可搬型発進回収システム（PLARS）
可搬型発進回収システム (PLARS: Portable Launch and Recovery System) は、SRV回収装置と安定装置から構成され、SRVの発進と回収を行う。シーステート6の荒れた海でも運用できるように設計されている。システムはC-130輸送機や新型のA400M輸送機で空輸できる。

### 減圧システム（TUP）
減圧システム（TUP: Transfer Under Pressure System）は減圧と医療支援を行うシステムで自動化されている。レセプションチャンバーと2基の減圧器と中央制御から構成される。TUPは150人を6気圧から収容し、68人の医療スタッフも収容できる。

## 運用
NSRSはスコットランドのクライド海軍基地を拠点として運用される。